# Rue Gauguin
Pour l’article homonyme, voir Rue Paul-Gauguin.
La rue Gauguin est une voie du 17e arrondissement de Paris, en France.

## Situation et accès
La rue Gauguin est une voie publique située dans le 17e arrondissement de Paris. Elle débute rue de Saint-Marceaux et se termine rue Jean-Louis-Forain.

## Origine du nom

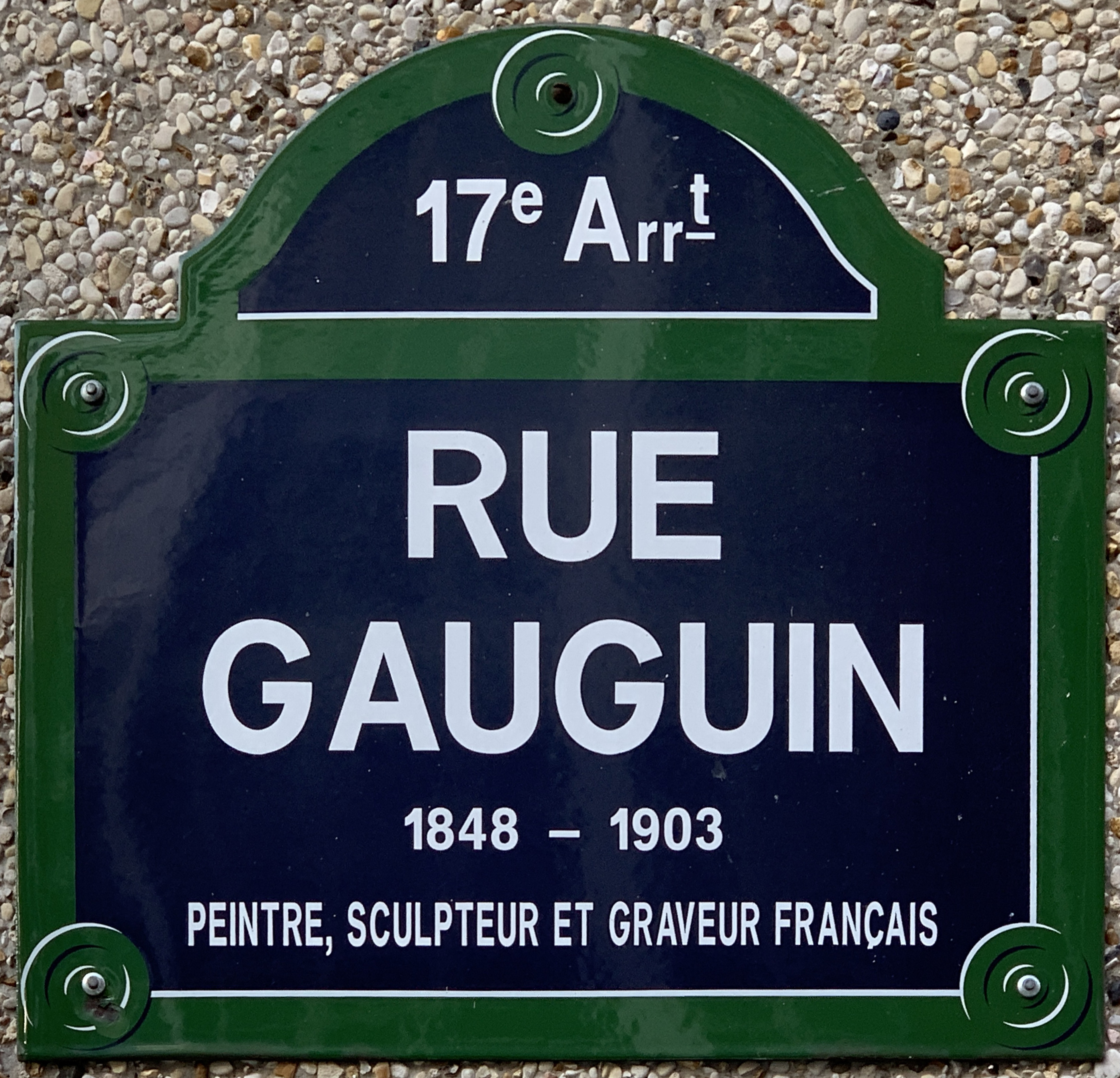
Plaque de la rue.

La rue rend hommage au peintre Paul Gauguin (1848-1903).

## Historique
Cette rue est ouverte en 1931 et prend sa dénomination actuelle en 1932 sur l'emplacement du bastion no 46 de l'enceinte de Thiers.